# Казале (Империја)
Казале је насеље у Италији у округу Империја, региону Лигурија.
Према процени из 2011. у насељу је живело 16 становника. Насеље се налази на надморској висини од 562 м.